# Richard Lyons

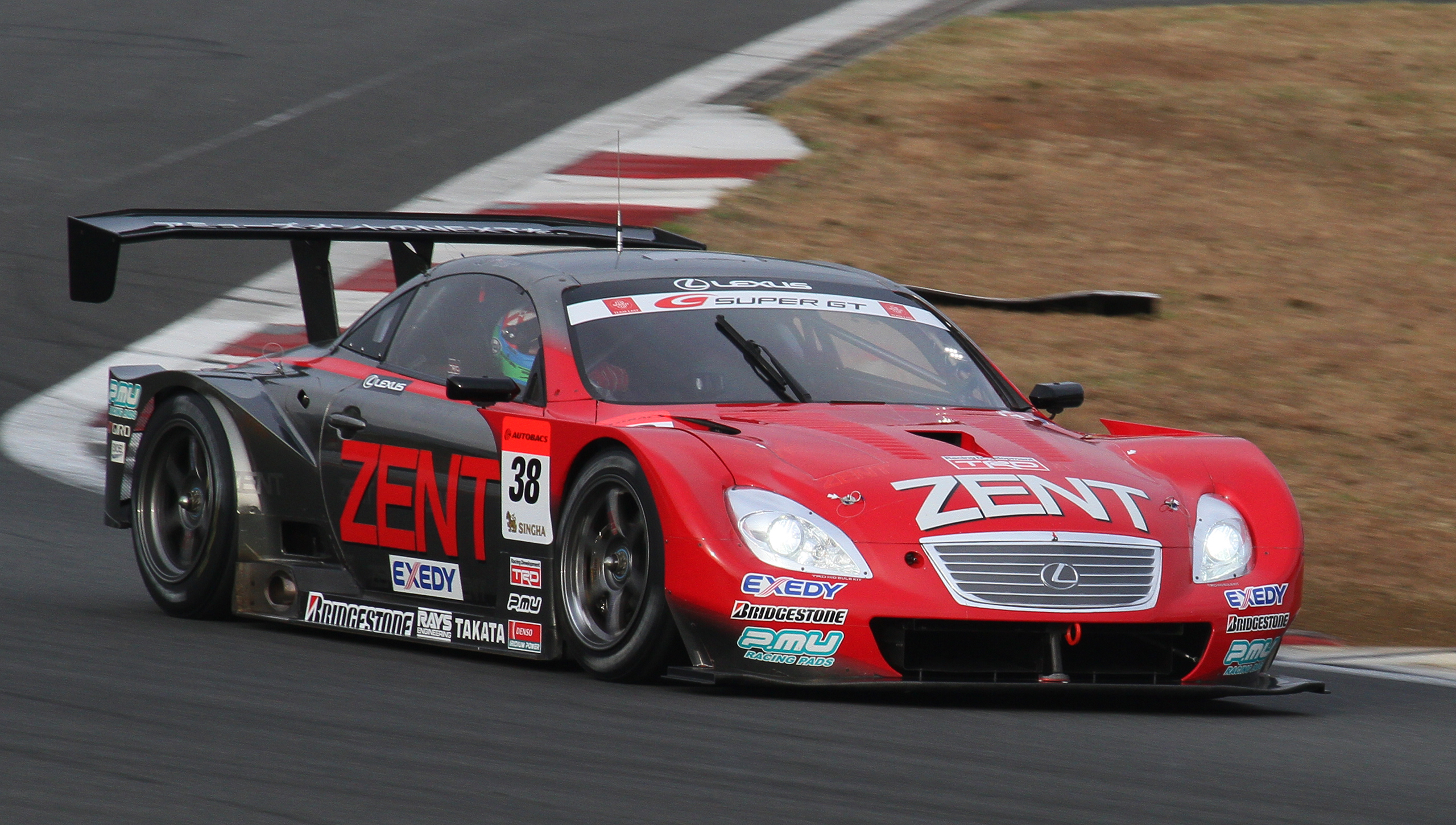
Richard Lyons met Lexus SC GT500 (2010)

Richard Lyons (Hillsborough, 8 augustus 1979) is een Noord-Iers autocoureur die anno 2010 in de Super GT en Formula Nippon rijdt. Hij reed ook een aantal races in de A1GP voor A1 Team Ierland. Hij won de Formule Nippon in 2004.
Lyons maakte ook een verschijning in de V8 Supercar, met als beste resultaat een vijfde plaats in de Bathurst 1000 in 2007, waarbij hij de auto deelde met de Deen Allan Simonsen.

## A1GP resultaten
| Jaar    | Inschrijving    | 1       | 2       | 3       | 4       | 5       | 6       | 7       | 8       | 9          | 10         | 11         | 12         | 13         | 14         | 15        | 16         | 17         | 18         | 19         | 20        | 21        | 22          | Rang | Punten |
| ------- | --------------- | ------- | ------- | ------- | ------- | ------- | ------- | ------- | ------- | ---------- | ---------- | ---------- | ---------- | ---------- | ---------- | --------- | ---------- | ---------- | ---------- | ---------- | --------- | --------- | ----------- | ---- | ------ |
| 2006-07 | A1 Team Ierland | NED SPR | NED FEA | CZE SPR | CZE FEA | BEI SPR | BEI FEA | MAL SPR | MAL FEA | IND SPR 17 | IND FEA 12 | NZL SPR NF | NZL FEA 19 | AUS SPR 10 | AUS FEA NF | RSA SPR 6 | RSA FEA NF | MEX SPR NF | MEX FEA 16 | SHA SPR 12 | SHA FEA 5 | GBR SPR 8 | GBR FEA DSQ | 19   | 8      |